# اوسوف (ناحیه بروون)
اوسوف (به چکی: Osov) یک منطقهٔ مسکونی در جمهوری چک است که در ناحیه بروون واقع شده‌است. اوسوف ۲٫۴۵ کیلومتر مربع مساحت و ۳۴۳ نفر جمعیت دارد و ۳۶۵ متر بالاتر از سطح دریا واقع شده‌است.